# Ural-4420
Der Ural-4420 (russisch Урал-4420) ist ein Lastwagen mit Allradantrieb aus der Produktion des russischen Uralski Awtomobilny Sawods. Die Sattelzugmaschine basiert auf dem deutlich bekannteren Ural-4320 und wird seit 1980 in Serie gebaut.

## Fahrzeugbeschreibung

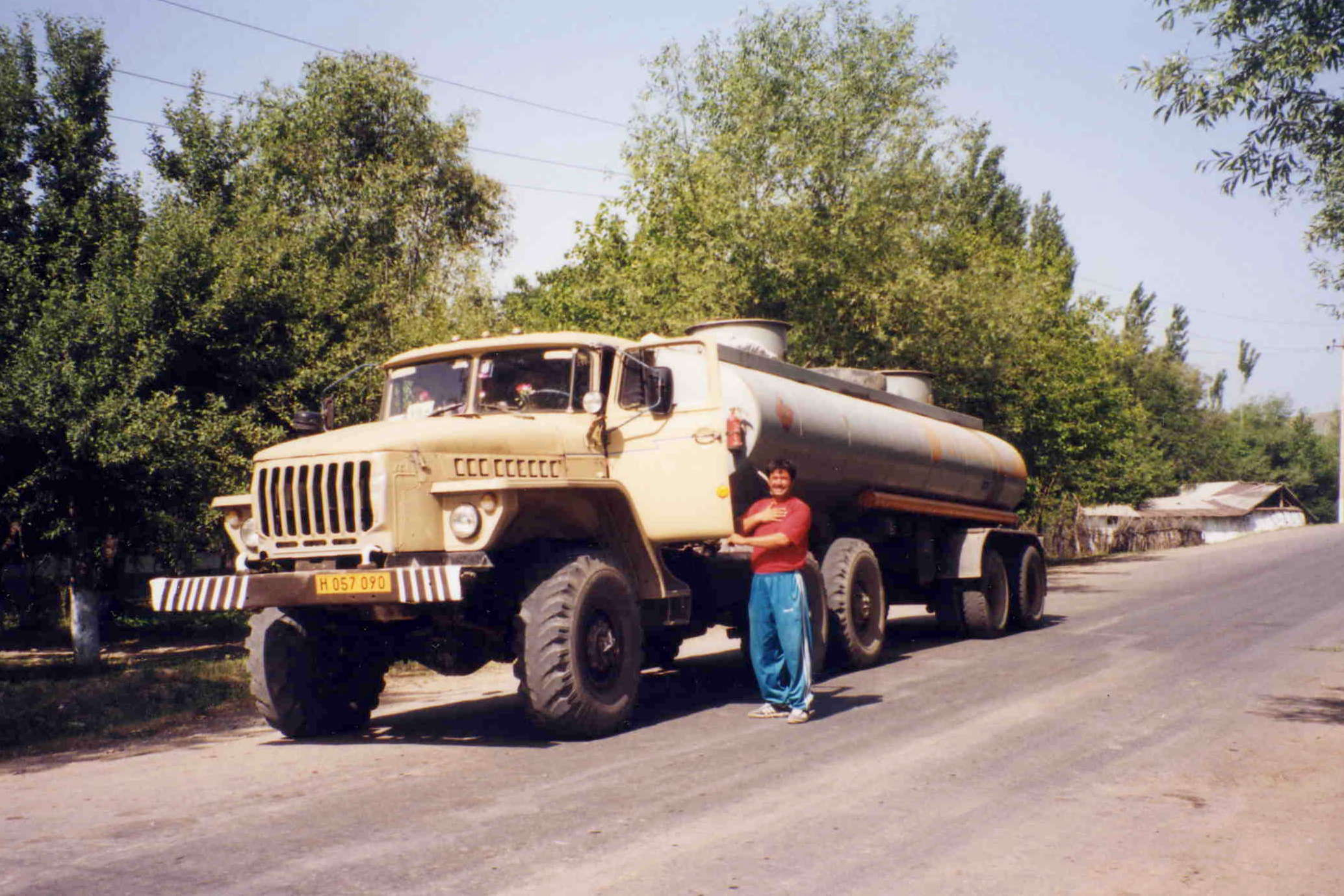
Ural-4420 mit Tankauflieger in Tadschikistan (1990er-Jahre)

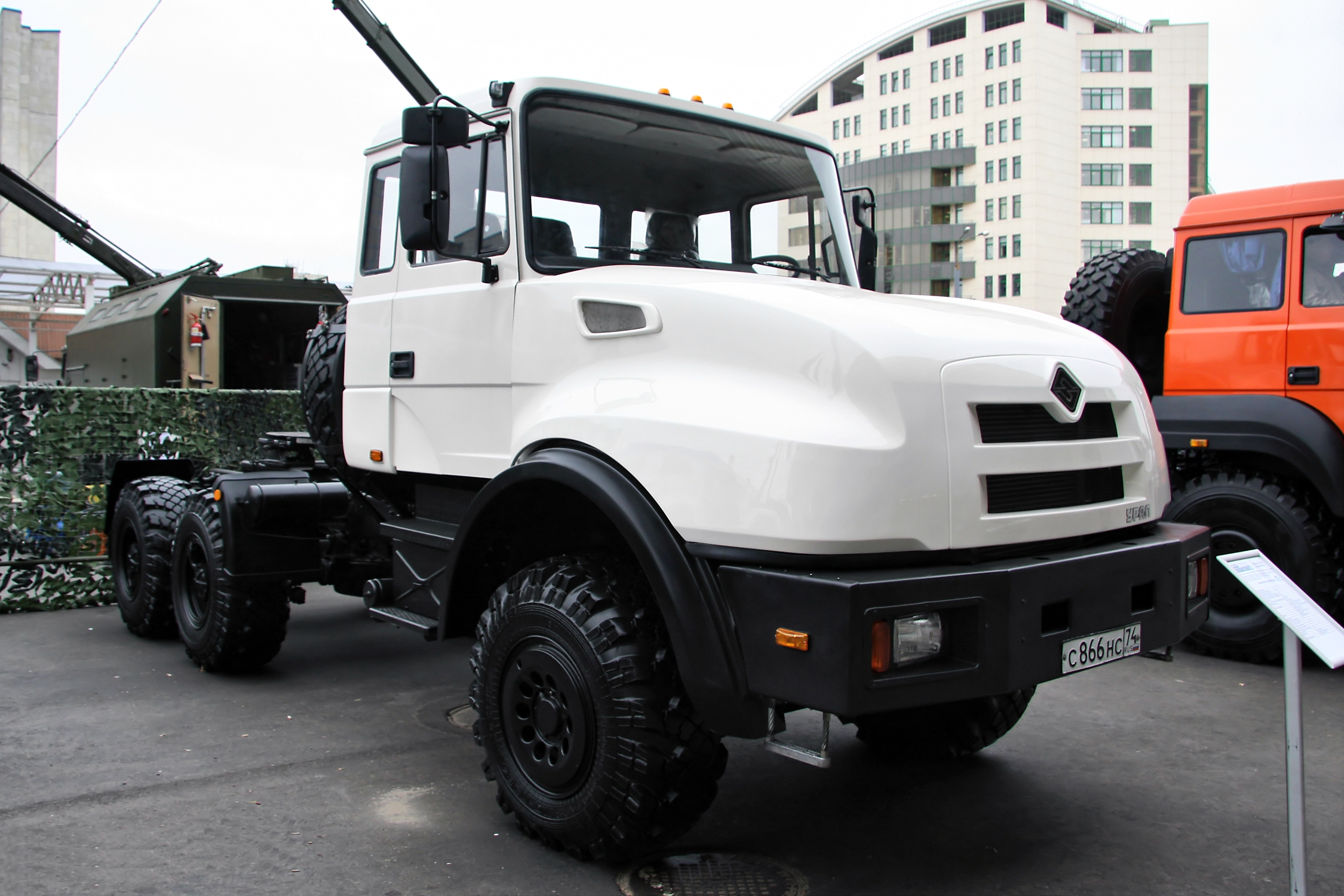
Ural-44202 mit neu konstruiertem Fahrerhaus, Teile stammen von Iveco (2010)

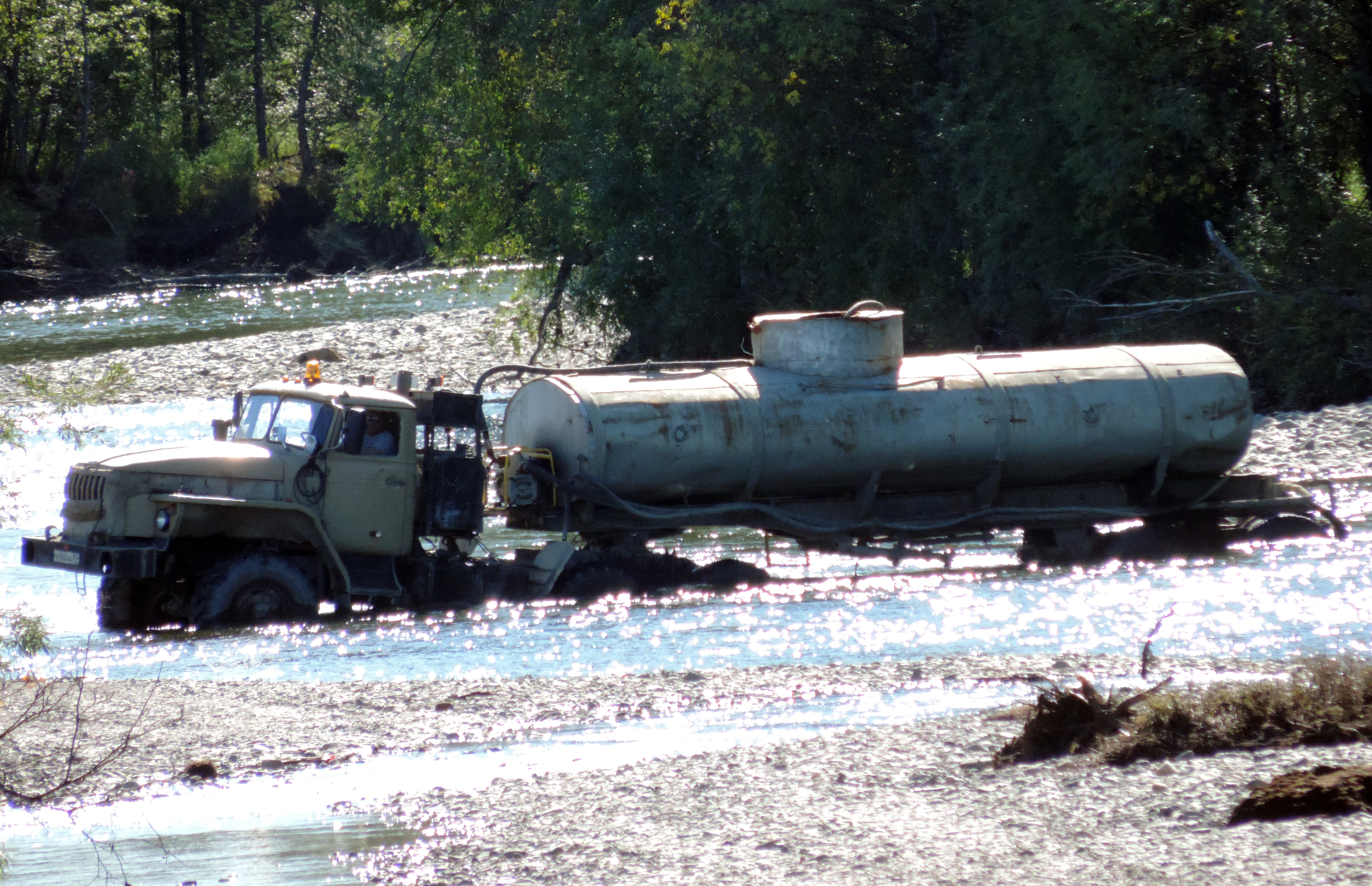
Ural-4420 bei einer Wasserdurchfahrt im Bilibinski rajon im Fernen Osten Russlands (2013)

Bereits in der Vorgängergeneration um dem Ural-375 und den Ural-377 hatte es Modelle als Sattelzugmaschinen gegeben. Diese wurden durch ein S in der Modellbezeichnungen kenntlich gemacht. Während der Ural-375S geländegängig war, wurde beim Ural-377S auf den Allradantrieb verzichtet. Letzterer wurde auch von der Nationalen Volksarmee der DDR in geringem Umfang genutzt.
Erste Prototypen des Ural-4420, nun mit Dieselmotor, tauchten 1973 im Zusammenhang mit der Entwicklung des Ural-4320 auf. Da KamAZ zu diesem Zeitpunkt die Motorenproduktion noch nicht aufgenommen hatte, lieferte das Jaroslawski Motorny Sawod ähnliche Achtzylinder-Dieselmotoren zu, wie KamAZ sie später fertigte. Die Serienfertigung des Ural-4420 begann 1980, drei Jahre nach der des Grundmodells, nun mit Motoren von KamAZ.
Nachdem die Sowjetunion zusammenbrach, wurden zunehmend wieder Motoren aus dem Jaroslawski Motorny Sawod bezogen. Zunächst Achtzylinder-Dieselmotoren vom Typ JaMZ-238, später auch Sechszylindermotoren unterschiedlicher Bauart des gleichen Herstellers. Heute werden nahezu alle Lastwagen aus dem Uralski Awtomobilny Sawod mit Motoren von JaMZ ausgestattet, da beide Werke zum gleichen Mutterkonzern, der GAZ-Gruppe gehören.
Neben der schon seit über 35 Jahren äußerlich nahezu unveränderten Version werden heute auch Modelle im Frontlenkerdesign vertrieben.
Die NVA importierte auch den Ural-44202 aus der UdSSR. Ab 1983 kamen einige wenige Exemplare für militärische Spezialaufgaben in die DDR, so wie es auch schon bei den Vorgängern vereinzelte Importe gegeben hatte.

## Modellvarianten
Im Laufe der langen Produktionsgeschichte des Fahrzeugs wurden drei wesentliche Modellversionen gefertigt. Darin nicht einbegriffen sind verschiedene Prototypen, von denen keine Serienfertigung erfolgte.
- Ural-4420 – In späteren Ausführungen auch als Ural-4420-01, Ural-4420-02 und Ural-4420-10 bezeichnet, handelt es sich um die seit 1980 gebaute Grundversion. Das Fahrzeug kann Auflieger bis 15,2 Tonnen Gewicht ziehen. Teilweise wurde die Gesamtübersetzung des Lastwagens geändert, um größere Höchstgeschwindigkeiten zu erreichen.
- Ural-44201 – Prototyp zum Betrieb mit Spezialsattelaufliegern. Über eine Zapfwelle am Heck des Fahrzeugs können auch die Achsen des Aufliegers angetrieben werden, es entsteht ein Sattelzug mit der Antriebsformel 10×10. Im Russischen existiert die Bezeichnung „Aktiver Autozug“.
- Ural-44202 – Auch Ural-44202-01, Ural-44202-02, Ural-44202-10, Ural-44202-30 und Ural-44202-40, ausgelegt für Auflieger bis zunächst 18, später 19 Tonnen Gesamtgewicht.
- Ural-44205 – Modernisierte Version mit Ladekran und im Frontlenkerdesign (die lange Haube entfällt).

Daneben fertigt das Werk heute auch Modelle mit Kabine der ehemaligen Iveco T-Reihe, die sich entsprechend optisch stark vom ursprünglichen Lastwagen unterscheiden. Auch der Nachfolger, der Ural-63704, verwendet dieses Fahrerhaus. Außerdem existieren, zumindest als Prototyp, auch Exemplare mit neuer Langhauberkabine, wobei der hintere Teil vom Iveco der T-Reihe übernommen wurde und die Front eine Neukonstruktion ist.

## Technische Daten
Die hier aufgeführten Daten gelten für den Ural-44202, wie ihn der Hersteller Mitte 2016 produzierte. Die Fahrzeugabmessungen stammen von einer etwas älteren Version.
- Motor: Viertakt-R6-Dieselmotor
- Motortyp: JaMZ-53642.10
- Leistung: 285 PS (210 kW)
- maximales Drehmoment: 1130 Nm
- Hubraum: 6,65 l
- Bohrung: 105 mm
- Hub: 128 mm
- Motorgewicht: 620 kg
- Abgasnorm: EURO 4
- Getriebe: manuelles Fünfgang-Schaltgetriebe
- Getriebetyp: JaMZ-1105
- Untersetzungsgetriebe: zweistufig, aus Fertigung des UralAZ
- Höchstgeschwindigkeit: 80 km/h
- Tankinhalt: 300 + 180 l
- Antriebsformel: 6×6

Abmessungen und Gewichte
- Länge: 7143 mm
- Breite: 2500 mm
- Höhe: 2740 mm
- Radstand: 3525 + 1400 mm
- Durchmesser Wendekreis: 23,2 m
- Leergewicht: 8540 kg
- Zuladung (Sattellast): 11.000 kg
- zulässiges Gesamtgewicht: 19.865 kg
- maximale Achslast vorne: 5725 kg
- maximale Achslast hinten (Doppelachse): 14.740 kg
- zulässiges Gesamtgewicht des Sattelzugs: 32.000 kg
- Reifengröße: 425/85 R21